# Klemensskäret
Klemensskäret is een Zweeds zandbank behorend tot de Lule-archipel. Het eiland ligt ten zuidoosten van het “hoofdeiland” Hindersön. Het heeft geen oeververbinding en heeft enige bebouwing is de hoedanigheid van overnachtinghuisjes.